# Олімпійський стадіон (Гельсінкі)
Олімпійський стадіон Гельсінкі (фін. Helsingin Olympiastadion; швед. Helsingfors Olympiastadion), розташований в районі Тьойоло приблизно за 2,3 км від центру фінської столиці Гельсінкі, є найбільшим стадіоном країни, який нині використовується переважно для проведення спортивних заходів і великих концертів. Стадіон найбільш відомий тим, що він був центром проведення літніх Олімпійських ігор 1952 року. Під час цих ігор тут проходили змагання з легкої атлетики, конкуру та фінал з футболу.
Стадіон також був місцем проведення першого чемпіонату світу з хокею з м'ячем у 1957 році, першого та 10-го Чемпіонатів світу з легкої атлетики у 1983 та 2005 роках. У 1971, 1994 і 2012 роках тут проходили чемпіонати Європи з легкої атлетики. Це також домашній стадіон національної збірної Фінляндії з футболу.
Стадіон знову відкрився в серпні 2020 року після 4 років реконструкції.

## Історія

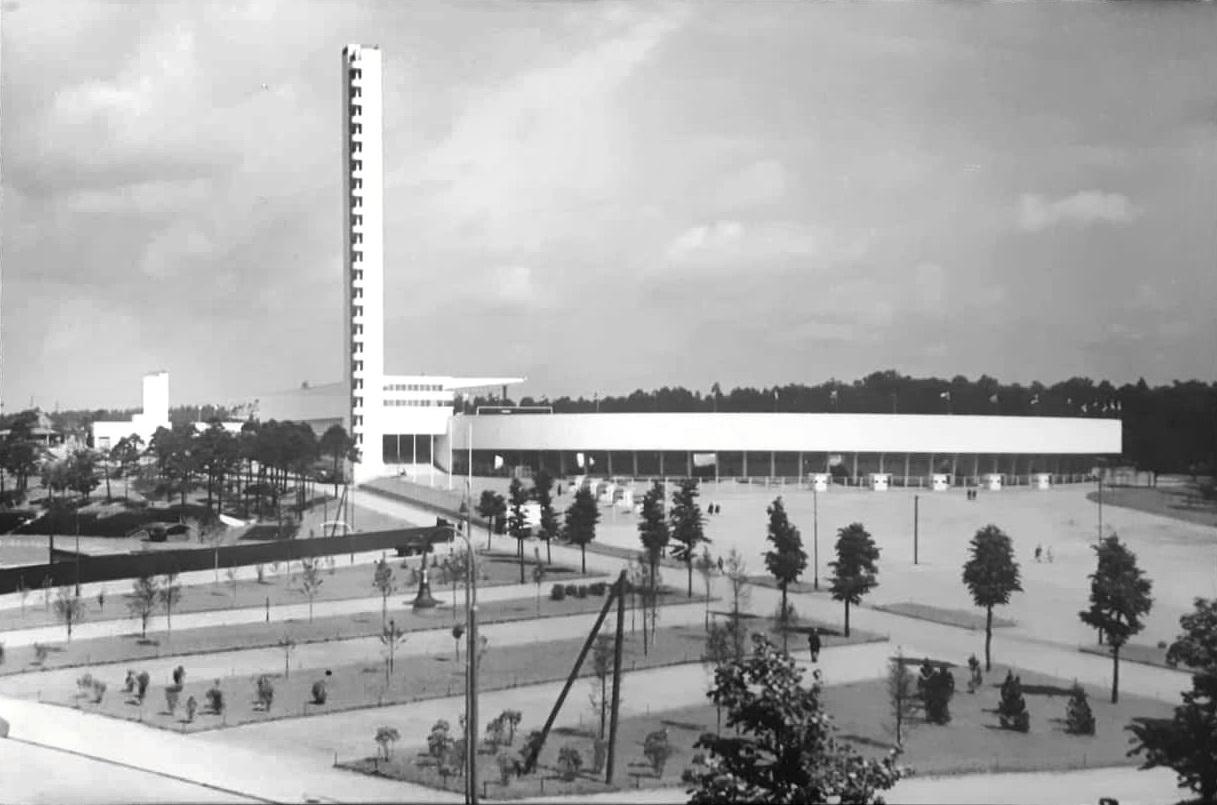
Олімпійський стадіон у Гельсінкі в 1938 році незабаром після його завершення. Стадіон, вперше побудований для Олімпійських ігор 1940 року, мав чекати до 1952 року, щоб використовувати його як арену для Олімпійських ігор, оскільки війна призвела до скасування події.

Олімпійський стадіон був спроєктований архітекторами Юр'є Ліндегреном і Тойво Янтті. Олімпійський стадіон, відомий як ікона функціонального стилю архітектури, був відзначений в «Архітектурному дайджесті» як один з найкращих прикладів олімпійської архітектури. Пізніше Юр'є Ліндгрен сам став олімпійським медалістом, отримавши золоту медаль за архітектуру на Олімпіаді 1948 року в Лондоні.
Будівництво Олімпійського стадіону почалося в 1934 році й було завершено в 1938 році з наміром прийняти літні Олімпійські ігри 1940 року, які були перенесені з Токіо до Гельсінкі перед скасуванням через Другу світову війну. Натомість через десять років тут відбулися літні Олімпійські ігри 1952 року. Стадіон також мав стати головним місцем для скасованої літньої Олімпіади робітників 1943 року.
У 1957 році тут відбувся перший чемпіонат світу з хокею з м'ячем.
Стадіон був повністю модернізований у 1990—1994 роках, а також реконструйований напередодні Чемпіонату світу з легкої атлетики 2005 року.
У 2006 році один з епізодів американського телесеріалу «Дивовижні перегони 10» закінчувався на вежі Олімпійському стадіоні. Як завдання, команди повинні були здійснити спуск вниз обличчям догори (відомий як «ангельське занурення») з олімпійської вежі в Гельсінкі.
З березня 2007 року на стадіоні та навколо нього було помічено філіна. 6 червня 2007 року під час відбіркового матчу Євро-2008 сова затримала гру на десять хвилин після того, як сіла на стійку воріт. Пізніше сову охрестили Бубі та назвали жителем року Гельсінкі.
50-річчя Олімпійських ігор у Гельсінкі, що проходили на Олімпійському стадіоні Гельсінкі, стало головним мотивом однієї з перших фінських срібних пам'ятних монет — 50-річчя Олімпійських ігор у Гельсінкі, викарбуваної у 2002 році. На реверсі монети зображено вид на Олімпійський стадіон Гельсінкі. Праворуч зображено ювілейну монету номіналом 500 марок, викарбувану в 1952 році на честь цієї події.

## Характеристики
Глядацька місткість стадіону була максимальною під час літніх Олімпійських ігор 1952 року — понад 70 000 глядацьких місць. Зараз стадіон вміщує 36 251 глядацьке місце. Під час концертів, залежно від розміру сцени, місткість становить 45–50 тис.
Вежа стадіону, виразний орієнтир висотою 72,71 метра, що є виміром довжини золотої медалі, завойованої Матті Ярвінена в метанні списа на літніх Олімпійських іграх 1932 року.
На території комплексу «Стадіон» розташований молодіжний хостел.

## Реконструкція
Капітальна реконструкція стадіону розпочалася навесні 2016 року. Під час реконструкції всі глядацькі трибуни були накриті навісами, а поле та доріжки були оновлені. Тепер стадіон також пропонує розширені ресторанні зони та більше критих спортивних майданчиків. Реконструкція була завершена, і стадіон був відкритий для відвідувачів у вересні 2020 року.
Очікувалося, що на реконструкцію буде витрачено 197 мільйонів євро у 2016 році, 261 мільйон євро у 2019 році, а в підсумку вона обійшлася в 337 мільйонів євро, що на 140 мільйонів євро (або на 70 відсотків) більше, ніж первісна запланована вартість. Фінська держава та місто Гельсінкі фінансують реконструкцію.

## Галерея

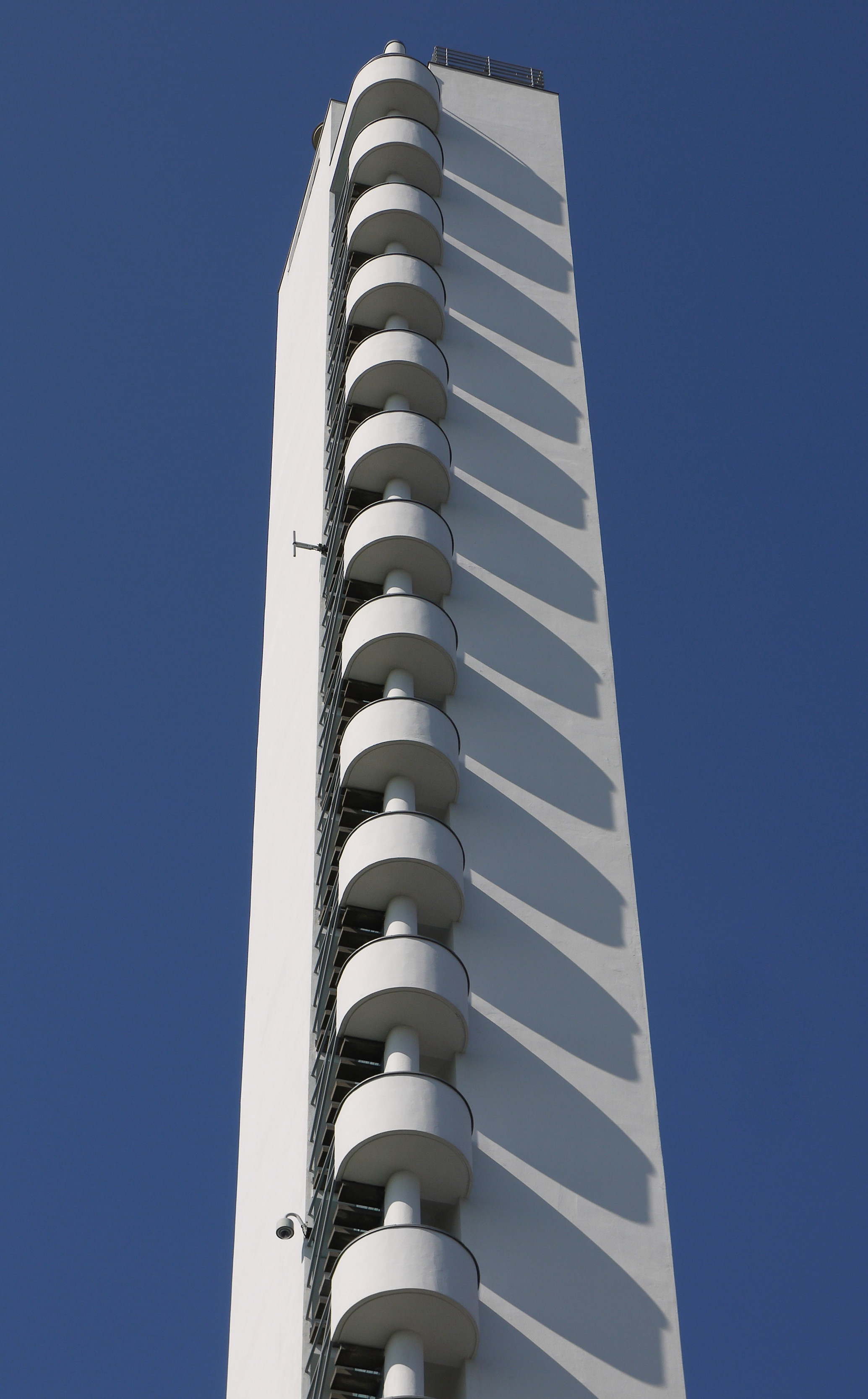
Вежа Олімпійського стадіону в Гельсінкі, виразна пам'ятка висотою 72.71 метрів.
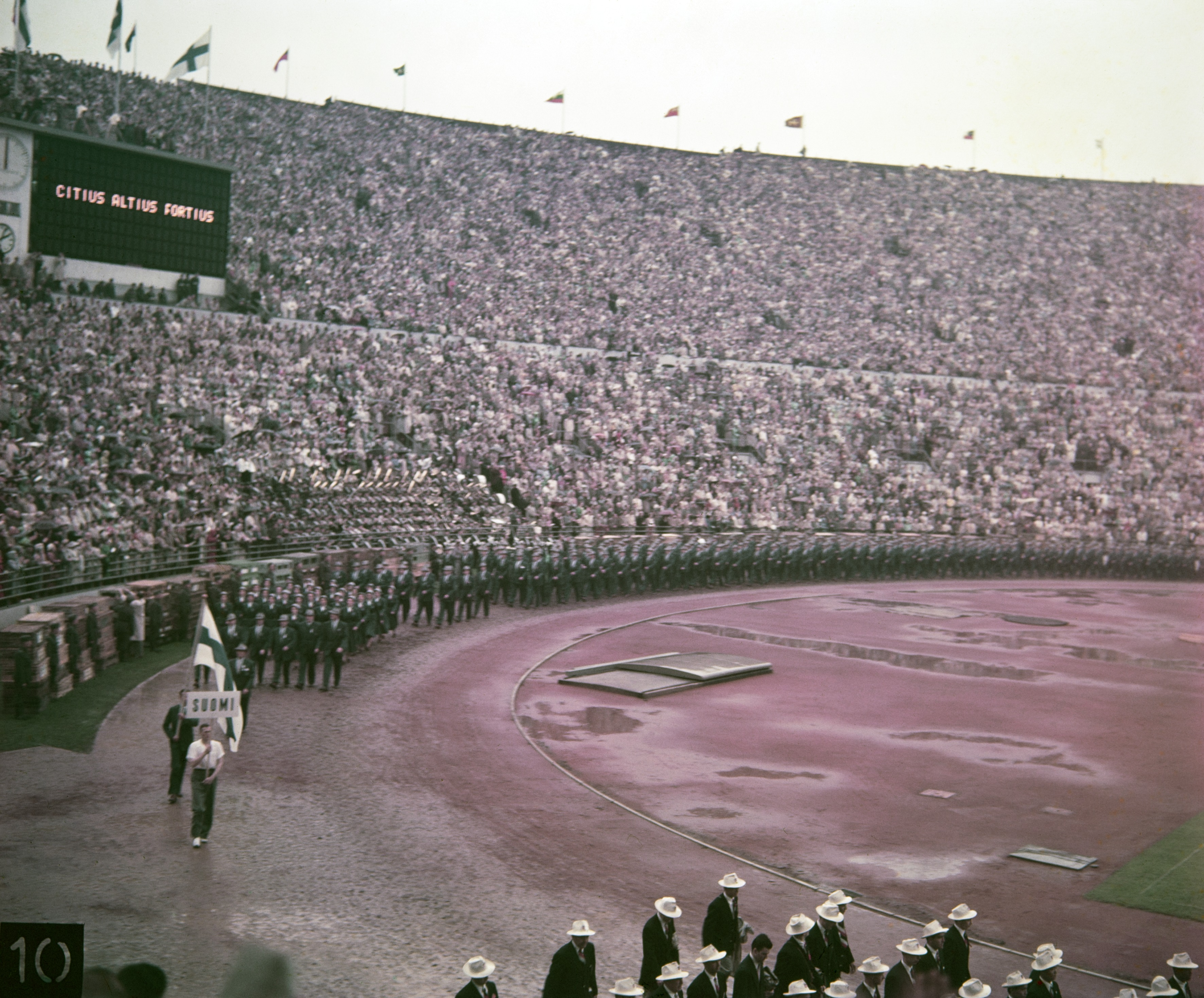
Країна-господар Фінляндія на літніх Олімпійських іграх 1952 року
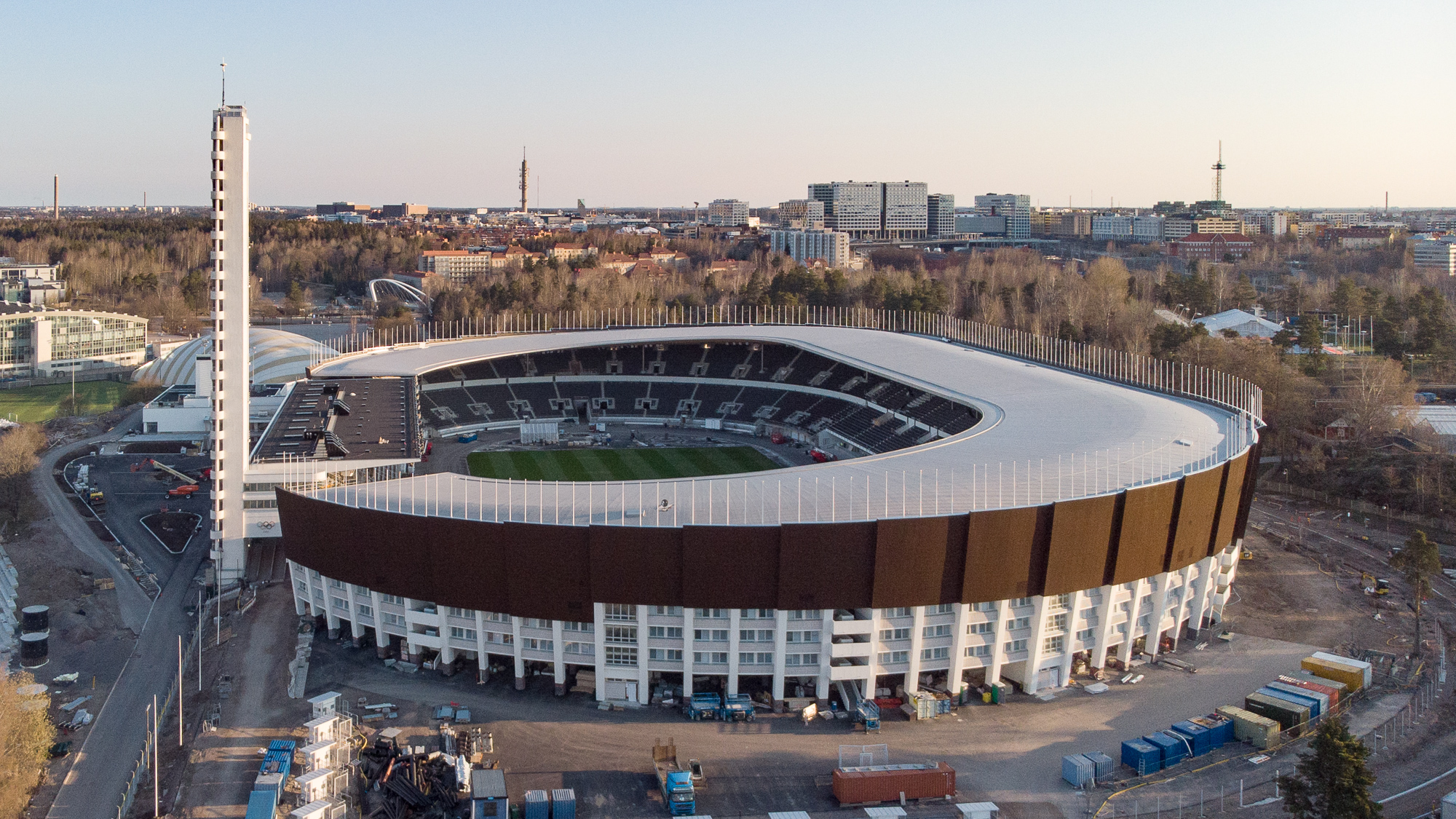
Стадіон після завершення реконструкції у квітні 2020 року
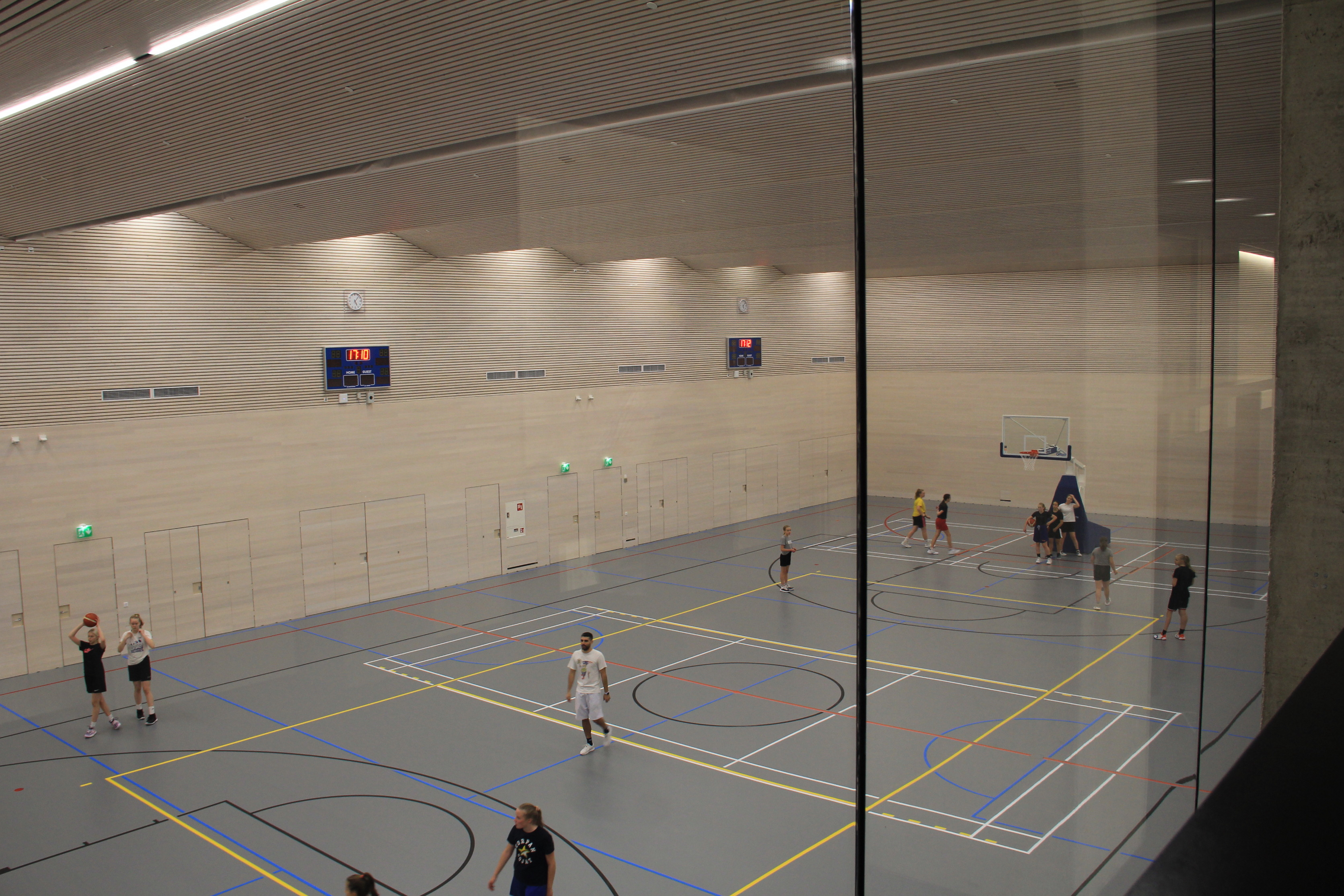
Стадіон Гімназія 1 був реконструйований у 2020 році. Він розташований під землею
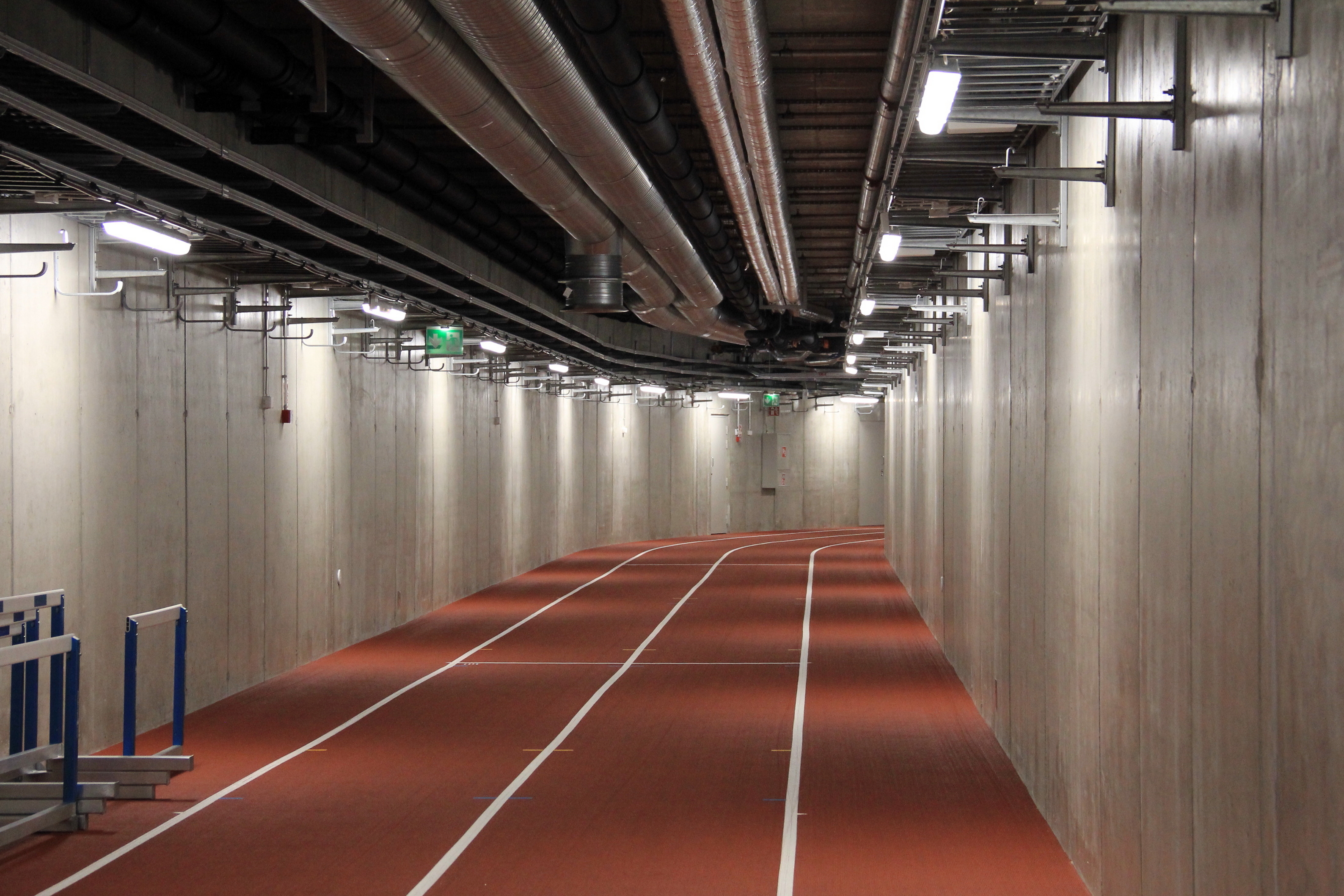
Тунель це повна доріжка з 2 смугами для бігу, розташована під надземною біговою доріжкою поля.
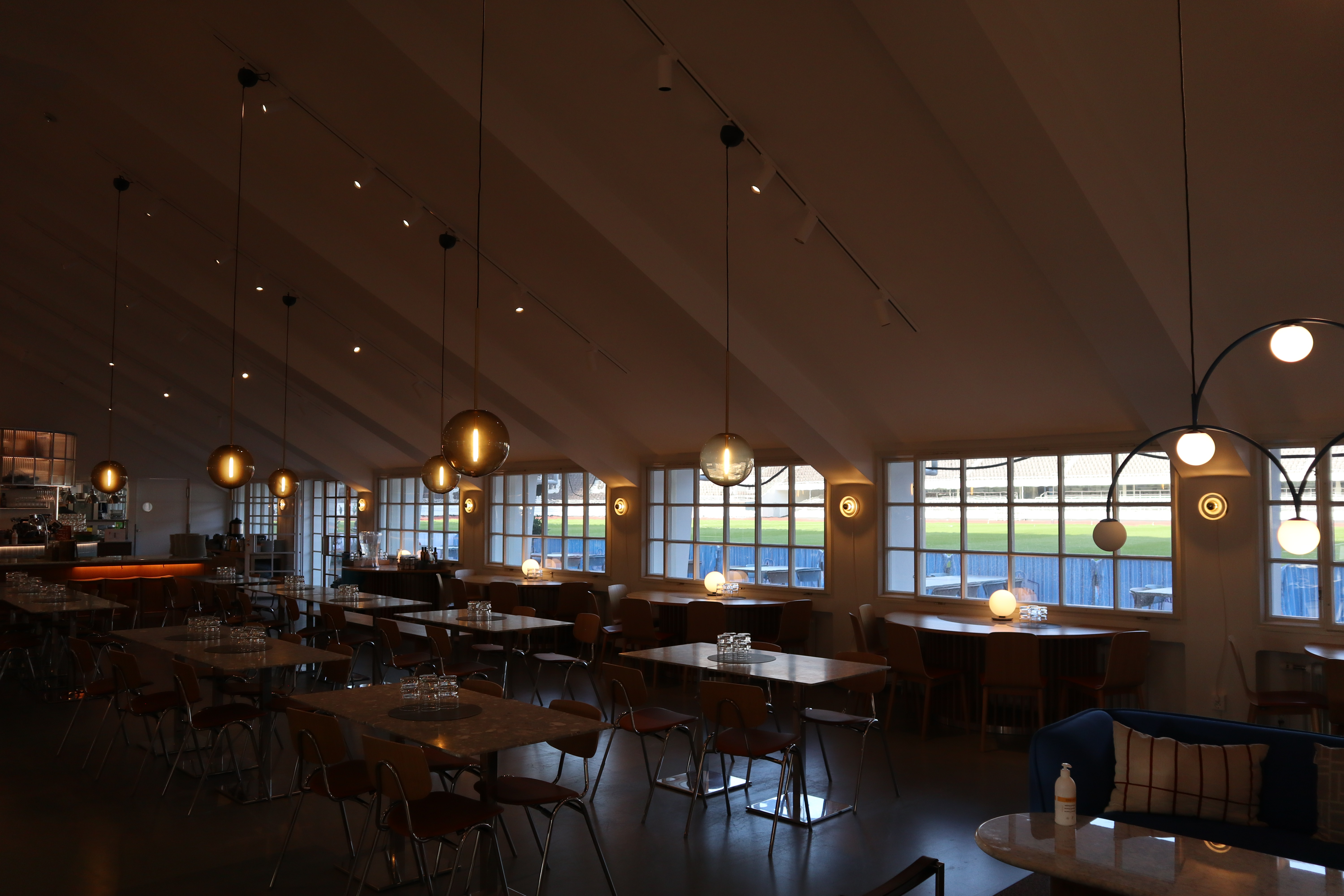
Ресторан стадіону
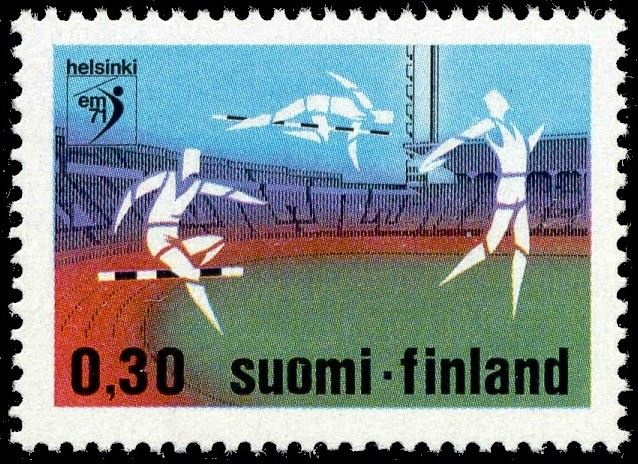
Марка Чемпіонату Європи з легкої атлетики 1971 року на Олімпійському стадіоні в Гельсінкі

## Події та заходи

### Спортивні заходи
- Літні Олімпійські ігри 1952 року
- Чемпіонат світу з хокею з м'ячем 1957
- Чемпіонат Європи з легкої атлетики 1971
- Чемпіонат світу з легкої атлетики 1983
- Чемпіонат Європи з легкої атлетики 1994
- Чемпіонат світу з легкої атлетики 2005
- Жіночий Євро-2009 (4 групові матчі та фінал)
- Чемпіонат Європи з легкої атлетики 2012
- Суперкубок УЄФА 2022[6]

### Концерти
| Дата            | Виконавець         | Підтримуюча група                      | Тур                                   |
| --------------- | ------------------ | -------------------------------------- | ------------------------------------- |
| 2 вересня       | The Rolling Stones | Junior Wells All Stars Buddy Guy       | The Rolling Stones European Tour 1970 |
| 4 серпня 1992   | Dire Straits       | Was (Not Was)                          | On Every Street Tour                  |
| 6 червня 1996   | The Rolling Stones | Robert Cray                            | Voodoo Lounge Tour                    |
| 19 липня 1996   | Bon Jovi           | Lemonator Babylon Zoo                  | These Days Tour                       |
| 9 серпня 1996   | Tina Turner        | —                                      | Wildest Dreams Tour                   |
| 9 серпня 1997   | U2                 | Audioweb                               | PopMart Tour                          |
| 24 серпня 1997  | Michael Jackson    | —                                      | HIStory World Tour                    |
| 26 серпня 1997  | Michael Jackson    | —                                      | HIStory World Tour                    |
| 25 червня 1998  | Elton John         | —                                      | —                                     |
| 5 серпня 1998   | The Rolling Stones | —                                      | Bridges to Babylon Tour               |
| 20 червня 2000  | AC/DC              | George Thorogood & The Destroyers      | Stiff Upper Lip World Tour            |
| 16 червня 2003  | Bruce Springsteen  | —                                      | The Rising Tour                       |
| 17 червня 2003  | Bruce Springsteen  | —                                      | The Rising Tour                       |
| 16 липня 2003   | The Rolling Stones | ZZ Top The Hellacopters                | Licks Tour                            |
| 28 травня 2004  | Metallica          | Slipknot Lostprophets                  | Madly in Anger with the World Tour    |
| 17 червня 2004  | Paul McCartney     | —                                      | 2004 Summer Tour                      |
| 11 червня 2007  | Genesis            | —                                      | Turn It On Again: The Tour            |
| 15 липня 2007   | Metallica          | HIM Diablo                             | Sick of the Studio '07                |
| 1 серпня 2007   | The Rolling Stones | Toots &amp; The Maytals                | A Bigger Bang Tour                    |
| 16 червня 2008  | Bon Jovi           | MoonMadness                            | Lost Highway Tour                     |
| 11 липня 2008   | Bruce Springsteen  | —                                      | Magic Tour                            |
| 18 липня 2008   | Iron Maiden        | Avenged Sevenfold Lauren Harris        | Somewhere Back in Time World Tour     |
| 17 червня 2009  | AC/DC              | The Answer Blake                       | Black Ice World Tour                  |
| 20 серпня 2010  | U2                 | Razorlight                             | U2 360° Tour                          |
| 21 серпня 2010  | U2                 | Razorlight                             | U2 360° Tour                          |
| 17червня 2011   | Bon Jovi           | Block Buster The Breakers              | Bon Jovi Live                         |
| 8 липня 2011    | Iron Maiden        | Alice Cooper                           | The Final Frontier World Tour         |
| 31 липня 2012   | Bruce Springsteen  | —                                      | Wrecking Ball World Tour              |
| 12 серпня 2012  | Madonna            | Martin Solveig                         | The MDNA Tour                         |
| 20 липня 2013   | Iron Maiden        | Amorphis Sabaton Ghost                 | Maiden England World Tour             |
| 27 липня 2013   | Muse               | Mew French Films                       | The 2nd Law World Tour                |
| 22 серпня 2013  | Cheek              | JVG                                    | —                                     |
| 23 серпня 2013  | Cheek              | JVG                                    | —                                     |
| 27червня 2015   | One Direction      | Isac Elliot McBusted                   | On the Road Again Tour                |
| 16 серпня 2015  | Jari Sillanpää     | —                                      | —                                     |
| 18 червня 2022  | Haloo Helsinki     | —                                      | —                                     |
| 2 липня 2022    | Apulanta           | —                                      | —                                     |
| 8 липня 2022    | Sunrise Avenue     | —                                      | The Final Tour                        |
| 9 липня 2022    | Sunrise Avenue     | —                                      | The Final Tour                        |
| 20 серпня 2022  | Ed Sheeran         | Cat Burns Maisie Peters                | +–=÷x Tour                            |
| 9 вересня 2022  | Antti Tuisku       | Erika Vikman                           | Bailantai                             |
| 10 вересня 2022 | Antti Tuisku       | Ida Paul & Kalle Lindroth              | Bailantai                             |
| 27 травня 2023  | Rammstein          | ABÉLARD                                | Rammstein Stadium Tour                |
| 28 травня 2023  | Rammstein          | ABÉLARD                                | Rammstein Stadium Tour                |
| 12 серпня 2023  | JVG                | Gasellit Ege Zulu                      | Vuodet Ollu Tuulisii                  |
| 19 серпня 2023  | Kaija Koo          | Käärijä                                | Superstadion                          |
| 7 червня 2024   | Metallica          | Architects Mammoth WVH                 | M72 World Tour                        |
| 9 червня 2024   | Metallica          | Five Finger Death Punch Ice Nine Kills | M72 World Tour                        |
| 27 липня 2024   | Coldplay           | —                                      | Music of the Spheres World Tour       |
| 28 липня 2024   | Coldplay           | —                                      | Music of the Spheres World Tour       |
| 30 липня 2024   | Coldplay           | —                                      | Music of the Spheres World Tour       |
| 31 липня 2024   | Coldplay           | —                                      | Music of the Spheres World Tour       |
| 23 серпня 2024  | PMMP               | —                                      | Koko Show                             |
| 24 серпня 2024  | PMMP               | —                                      | Koko Show                             |